# Winter Cup 2024
A Winter Cup 2024, conhecida oficialmente como Kentucky Winter Classic, é uma competição de ginástica artística que foi realizada no Freedom Hall em Louisville, Kentucky, de 23 a 25 de fevereiro de 2023. À semelhança dos últimos anos, esta competição incluiu a ginástica masculina e feminina.

## Antecedentes
O evento foi realizado em Louisville, que já havia sediado a Winter Cup anterior.
A tricampeã olímpica Gabby Douglas, que havia competido pela última vez oito anos antes nos Jogos Olímpicos de 2016, anunciou que faria seu retorno competitivo na Winter Cup de 2024, mas depois desistiu após testar positivo para COVID-19.

## Calendário de competição
A competição contou com competições seniores e juvenis nas modalidades feminina e masculina. O calendário da competição foi (todos os horários no leste).
Sexta-feira, 23 de fevereiro:
- Winter Cup – Sênio Masculino – Dia 1, 1:30 p.m.
- Winter Cup – Juvenil Feminino, 7:00 p.m.

Sábado, 24 de fevereiro:
- Winter Cup – Senior Women, 1:00 p.m.
- Elite Team Cup; Competição Juvenil Masculina Dia 1, 6:30 p.m.

Domingo, 25 de fevereiro:
- Nastia Liukin Cup, 12:00 p.m.
- Winter Cup – Competição Juvenil Masculina – Dia 2, 5:30 p.m.

## Medalhistas
| Evento              | Ouro                     | Prata               | Bronze                   |
| ------------------- | ------------------------ | ------------------- | ------------------------ |
| Sênior Feminino     |                          |                     |                          |
| Individual geral    | Kayla DiCello            | Skye Blakely        | Hezly Rivera             |
| Salto               | Não premiado             | Não premiado        | Não premiado             |
| Barras assimétricas | Kayla DiCello            | Trinity Thomas      | Katelyn Jong             |
| Trave               | Skye BlakelyHezly Rivera | Não premiado        | Kayla DiCello            |
| Solo                | Kayla DiCello            | Kaliya Lincoln      | Hezly Rivera             |
| Juvenil Feminino    |                          |                     |                          |
| Individual geral    | Claire Pease             | Lavi Crain          | Addy FulcherTyler Turner |
| Salto               | Camie Westerman          | Maliha Tressel      | Predefinição:Not awarded |
| Barras assimétricas | Claire Pease             | Addy Fulcher        | Caroline Moreau          |
| Trave               | Claire Pease             | Isabella Anzola     | Caroline Moreau          |
| Solo                | Ally Damelio             | Tyler Turner        | Lavi Crain               |
| Sênior Masculino    |                          |                     |                          |
| Individual geral    | Yul Moldauer             | Shane Wiskus        | Riley Loos               |
| Solo                | Yul Moldauer             | Joshua Karnes       | Shane Wiskus             |
| Cavalo com alças    | Patrick Hoopes           | Stephen Nedoroscik  | Brandon Dang             |
| Argolas             | Alex Diab                | Donnell Whittenburg | Javier Alfonso           |
| Salto               | Kameron Nelson           | Michael Artlip      | Não premiado             |
| Barras paralelas    | Curran Phillips          | Yul Moldauer        | Brody Malone             |
| Barra fixa          | Curran Phillips          | Jeremy Bischoff     | Shane Wiskus             |
| Juvenil Masculino   |                          |                     |                          |
| Individual geral    | Junnosuke Iwai           | Nathan Roman        | Kiran Mandava            |
| Solo                | Kyle Jordan              | Junnosuke Iwai      | Sasha Bogonosiuk         |
| Cavalo com alças    | Maksim Kan               | Kiran Mandava       | Wyatt Reynolds           |
| Argolas             | Adam Lakomy              | Conor Heary         | Nathan Roman             |
| Salto               | David Ramirez            | Junnosuke Iwai      | Gage Kile                |
| Barras paralelas    | Nathan Roman             | Xander Hong         | Kiran Mandava            |
| Barra fixa          | Danila Leykin            | Kyle Jordan         | Kiran Mandava            |

## Participantes

### Masculino
- Javier Alfonso (Michigan)
- Michael Artlip (Penn State)
- Fuzzy Benas (Oklahoma)
- Jeremy Bischoff (Stanford)
- Jaden Blank (Army)
- Landen Blixt (Michigan)
- Cameron Bock (Michigan)
- Crew Bold (Michigan)
- Garrett Braunton (Air Force)
- Brandon Briones (Stanford)
- Taylor Burkhart (Stanford)
- Solen Chiodi (Mini-Hops Gymnastics)
- J.R. Chou (Stanford)
- Taylor Christopulos (Nebraska)
- Caden Clinton (Cypress Academy)
- Matt Cormier (Penn State)
- Tate Costa (Illinois)
- Brandon Dang (Illinois)
- Alex Diab (EVO Gymnastics)
- Isaiah Drake (Navy)
- Colin Flores (Oklahoma)
- Jack Freeman (Oklahoma)
- Ian Gunther (Stanford)
- Dallas Hale (Cypress Academy)
- Patrick Hoopes (Air Force)
- Evan Hymanson (Stanford)
- Paul Juda (Michigan)
- Joshua Karnes (Penn State)
- Jordan Kovach (Premier Gymnastics)
- Toby Liang (Nebraska)
- Riley Loos (Stanford)
- Brody Malone (EVO Gymnastics)
- Connor McCool (Illinois)
- Yul Moldauer (5280 Gymnastics)
- Stephen Nedoroscik (EVO Gymnastics)
- Kameron Nelson (Ohio State)
- Noah Newfeld (California)
- Brandon Nguyen (Stanford)
- Austin Padgett (Pride Gymnastics)
- Vahe Petrosyan (Illinois)
- Curran Phillips (EVO Gymnastics)
- Rithik Puri (Michigan)
- Fred Richard (Michigan)
- Ian Sandoval (EVO Gymnastics)
- Blake Sun (Stanford)
- Kai Uemura (Lakeshore Academy)
- Donnell Whittenburg (Salto)
- Shane Wiskus (EVO Gymnastics)
- Ignacio Yockers (Oklahoma)

### Feminino
- Skye Blakely (WOGA)
- Ly Bui (GAGE)
- Dulcy Caylor (WCC)
- Jordan Chiles (WCC)
- Chloe Cho (Gymnastics Olympica)
- Norah Christian (Cascade Elite West)
- Nicole Desmond (WCC)
- Kayla DiCello (Hill's Gymnastics)
- Gabby Douglas (WOGA)
- Tatum Drusch (Flips Gymnastics LLC)
- Reese Esponda (Roots Gymnastics)
- Addison Fatta (Prestige)
- Jayla Hang (Pacific Reign)
- Madray Johnson (WOGA)
- Katelyn Jong (Metroplex)
- Sunisa Lee (Midwest Gymnastics)
- Myli Lew (San Mateo Gymnastics)
- Kaliya Lincoln (WOGA)
- Evey Lowe (GAGE)
- Nola Matthews (Airborne)
- Zoe Miller (WCC)
- Annalisa Milton (GAGE)
- Malea Milton (GAGE)
- Zoey Molomo (Metroplex)
- Marissa Neal (GAGE)
- Brooke Pierson (WCC)
- Michelle Pineda (Metroplex)
- Hezly Rivera (WOGA)
- Simone Rose (Pacific Reign)
- Lacie Saltzmann (Texas Dreams)
- Audrey Snyder (First State)
- Ashlee Sullivan (Metroplex)
- Tiana Sumanasekera (WCC)
- Trinity Thomas (University of Florida)
- Maliha Tressel (Twin City Twisters)
- Camie Westerman (Hill's Gymnastics)
- CaMarah Williams (EDGE Gymnastics)
- Kelise Woolford (Buckeye Gymnastics)
- Lexi Zeiss (Twin City Twisters)
- Alicia Zhou (Love Gymnastics)

## Nastia Liukin Cup
A 15ª Nastia Liukin Cup anual foi realizada em conjunto com a Winter Cup 2023.

### Medalhistas
| Evento  | Ouro             | Prata      | Bronze       |
| ------- | ---------------- | ---------- | ------------ |
| Sênior  |                  |            |              |
| Geral   | Elle Mueller     | Avery Neff | Ella Murphy  |
| Juvenil |                  |            |              |
| Geral   | Ella Kate Parker | Ella Fine  | Morgan Reihl |